# Myleus pacu
Myleus pacu és una espècie de peix de la família dels caràcids i de l'ordre dels caraciformes.

## Morfologia
- Els mascles poden assolir 20 cm de llargària total.[2][3]

## Reproducció
Realitza grans migracions durant la temporada de pluges per reproduir-se.

## Hàbitat
Viu en zones de clima tropical entre 22 °C - 28 °C de temperatura.

## Distribució geogràfica
Es troba a Sud-amèrica: riu Essequibo.

## Observacions
- Posseeix una poderosa dentadura que pot causar greus mossegades.
- És consumit per les poblacions locals.[2]